# Madonna col Bambino tra i santi Giovanni Battista e Maria Maddalena (Mantegna)
La Madonna col Bambino tra i santi Giovanni Battista e Maria Maddalena è un dipinto tempera su tela (139,1x116,8 cm) di Andrea Mantegna, databile al 1500 circa e conservato nella National Gallery di Londra.

## Storia
Il dipinto, ricordato per la prima volta a Milano, era una pala d'altare, ma si ignora per quale chiesa. Il supporto leggero della tela infatti rende verosimile che l'opera fosse stata inviata da Mantova anche in un'altra città.
L'opera arrivò al museo londinese tramite acquisto nel 1855.

## Descrizione e stile
La datazione tarda dell'opera si basa su alcuni elementi compositivi, tecnici e stilistici. La quinta multipla di piante di agrumi ricorda quella analoga della Pala Trivulzio (1497), mentre il capriccioso incresparsi dei panneggi dal taglio metallico riecheggia altre opere della fase tarda dell'artista, come la Madonna della Vittoria (1497) o i monocromi come l'Introduzione del culto di Cibele a Roma (1505-1506).
Maria è seduta su un trono con un alto baldacchino drappeggiato di rosso, col Bambino in piedi sulle ginocchia. Come di consueto i loro sguardi non si incrociano, ma nei loro gesti si trasmette un senso di intima familiarità.
A sinistra si vede san Giovanni Battista, riconoscibile dalla tipica pelliccia da eremita nel deserto, il bastone con la croce e il cartiglio, che reca il tipico [EC]CE AGN[US DEI, EC]CE  [QUI TOLLIT PEC]CATA M[UNDI] ("Ecco l'Agnello di Dio, ecco chi toglie i peccati dal mondo"), mentre sul retro, in caratteri minuti, si trova la firma dell'artista (Andreas Mantinia C.P.F...: F sta forse per "fecit", mentre C e P ricordano forse il suo titolo di Conte Palatino, ottenuto nel 1469). A destra si riconosce la Maddalena, con l'ampolla degli unguenti. L'opera è caratterizzata da colori vivaci e accesi, che si trovano raramente in altri lavori dell'artista.